# Маркотт, Феликс
Феликс Маркотт (фр. Félix Marcotte, полное имя неизвестно; 6 декабря 1865, Нью-Йорк — 26 июля 1953, Авон, Сена и Марна) — французский яхтсмен, серебряный призёр летних Олимпийских игр 1900.
На Играх участвовал на яхте Crabe II в двух гонках — для яхт водоизмещением 0,5—1 тонны и в открытом классе. В первой гонке он занял второе место, получив серебряную медаль. Во втором его экипаж не смог финишировать.